# Coscinoderma lanuga
Coscinoderma lanuga är en svampdjursart som beskrevs av de Laubenfels 1936. Coscinoderma lanuga ingår i släktet Coscinoderma och familjen Spongiidae. Inga underarter finns listade i Catalogue of Life.